# Song of Nunu
Song of Nunu: A League of Legends Story est un jeu vidéo de plateforme de 2023 développé par Tequila Works et édité par Riot Forge pour Microsoft Windows et Nintendo Switch.

## Système de jeu
Les joueurs contrôlent Nunu, un personnage de League of Legends, alors qu'il recherche un objet magique appelé le Cœur du Bleu. Song of Nunu est un jeu de plateforme dans lequel les joueurs doivent sauter par-dessus des obstacles, résoudre des énigmes et s'engager dans des batailles de boules de neige. Il existe certaines zones où la furtivité ou le combat sont nécessaires. Nunu est accompagné de Willump, un yéti, qui l'assiste.

## Développement
Riot Forge a publié Song of Nunu pour Windows et Switch le 1er novembre 2023. Des ports sont prévus pour Xbox One, Xbox Series, PlayStation 4 et 5.

## Accueil
Song of Nunu a reçu des critiques positives sur Metacritic. Rock Paper Shotgun a déclaré que la connaissance de League of Legends n'était pas nécessaire pour profiter du jeu, qu'ils considéraient comme un « jeu de plateforme sincère et séduisant ». Polygon a estimé que donner à Nunu et Willump leur propre aventure les rendait plus attrayants et a déclaré que les regarder jouer ensemble était une joie. Bien qu'ils aient apprécié le récit et les personnages, PCGamesN a trouvé le gameplay fade et a rencontré à la fois des bugs logiciels et des problèmes de performances. Ils ont recommandé de l'acheter en solde. Shacknews a déclaré que la présentation des cinématiques peut être rebutante. Cependant, ils ont déclaré qu'il s'agissait d'une entrée solide et d'un jeu qui peut être recommandé à tous les âges. Nintendo Life l'a qualifié d'excellent ajout aux spin-offs de League of Legends et l'a recommandé aux fans de The Legend of Zelda.